# Украинец (издание 1859, 1864)
«Украинецъ» (укр. «Українець», с укр. — «Украинец») — два выпуска журнального издания на русском языке, изданные М. Максимовичем в Киеве в 1859 (174 стр.) и 1864 годах (40 стр.), с литературными и историческими материалами и переводами самого Максимовича, которые составляли около половины материала.
Был задуман как продолжение альманаха «Киевлянин», но тематика его расширилась, освещались страницы истории всей Украины. «Украинецъ» содержал исторические труды и литературные произведения самого М. Максимовича. В первой книге были опубликованы исторические исследования: «Путевое воспоминание о Полтаве», «Воспоминание о Богдане Хмельницком», «Письма о Богдане Хмельницком». Литературную часть альманаха составляли переводы «Псалмов» и «Слова о полку Игореве», опубликованном также в оригинале, и примечания к нему.
Вторая книга альманаха содержала исторические статьи: «Нечто о земле Киевской», «Заметка о земле Волынской», «О Литовском гетьмане князе Острожском», «Сказание о Межигорском монастыре», три исторические песни 1863 и народную песню 1864 годов.
Издание имело эпиграф — цитату из А. Пушкина: «Да ведают потомки Православных земли родной минувшую судьбу!».
В обеих книгах были помещены рекомендации по чтению в соответствии с украинским произношением текста, написанного «на украинском наречии». Национальная направленность альманаха вызвала ряд негативных рецензий российских критиков.